# Radio Calade
Radio Calade est une radio associative diffusant ses programmes à Villefranche-sur-Saône. Elle émet sur 100.9 FM.

## Historique

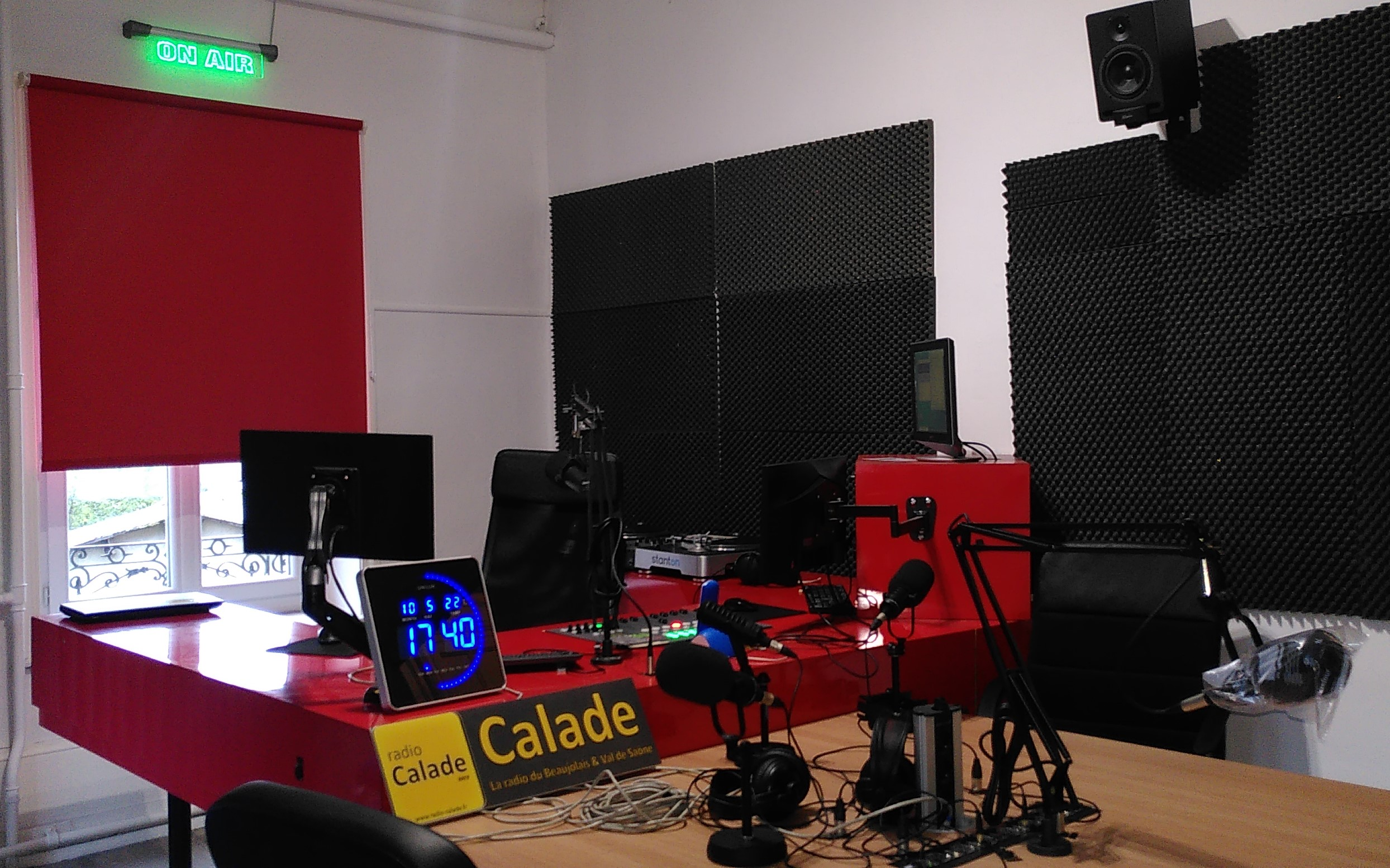
Studio de radio Calade.

Créée en tant que Radio pirate, Radio Calade a commencé à émettre le 16 janvier 1980. Elle est adhérente à la charte nationale des Radios Libres depuis janvier 1981.
En 1986 est créée l’Association des Amis de Radio Calade.
La radio est autorisée à émettre officiellement par la Haute Autorité de la communication audiovisuelle en janvier 1983. Cette décision a été renouvelée en septembre 2016.
Depuis 1984, elle était logée au 60 rue de Belleville. À partir de 2016, ses studios sont situés à Gleizé, dans la périphérie ouest de Villefranche.